# Montigny-lès-Arsures
Montigny-lès-Arsures es una localidad y comuna francesa situada en la región de Franco Condado, departamento de Jura, en el distrito de Lons-le-Saunier y cantón de Arbois.

## Demografía
| 349 | 318 | 304 | 297 | 292 | 267 | 309 |
| Para los censos de 1962 a 1999 la población legal corresponde a la población sin duplicidades (Fuente: INSEE [Consultar]) |     |     |     |     |     |     |